# Sobór Trójcy Świętej w Jerozolimie

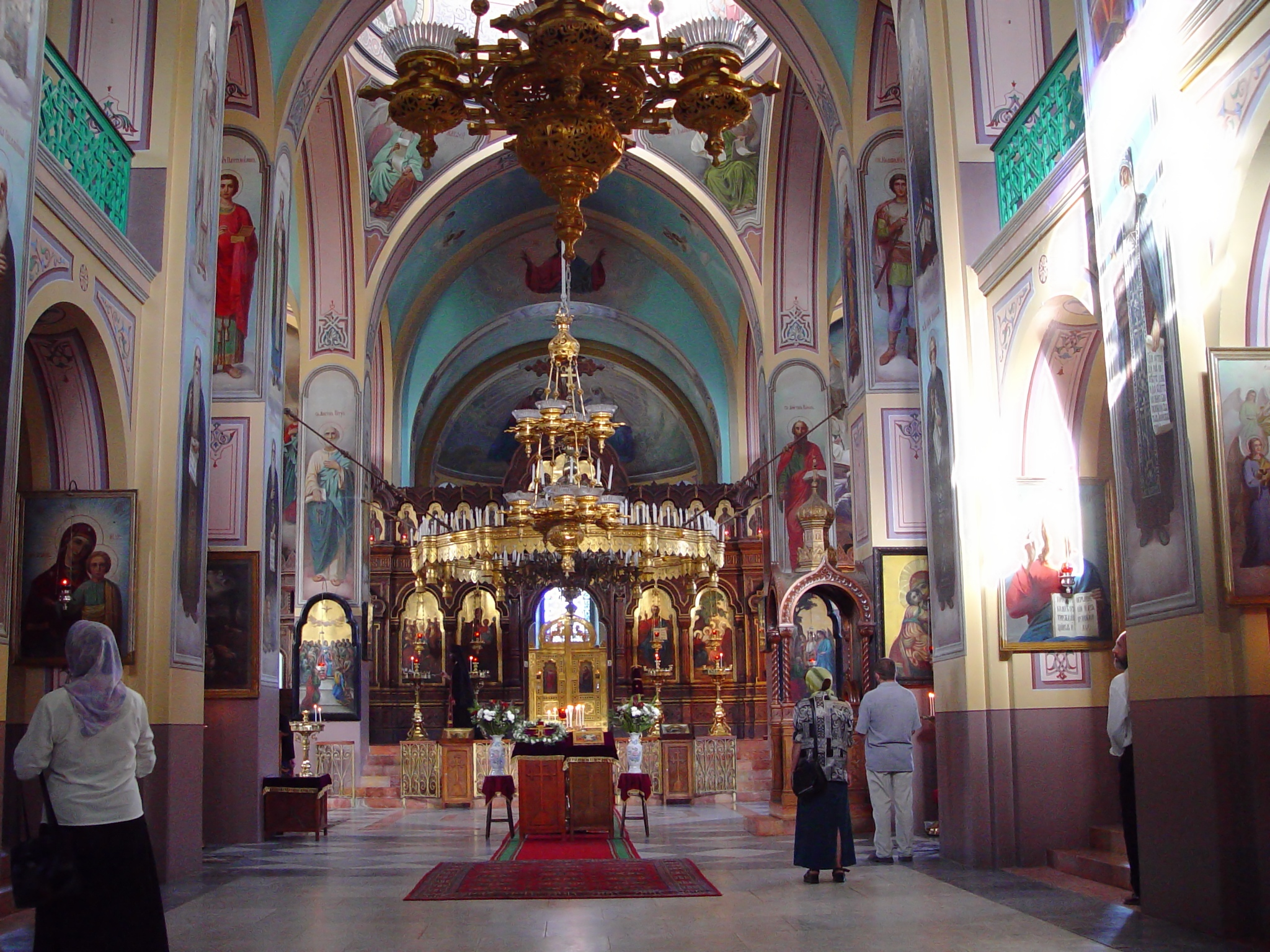
Wnętrze soboru

Sobór Trójcy Świętej – prawosławny sobór w Jerozolimie, należący do Rosyjskiego Kościoła Prawosławnego. W przeszłości była to główna cerkiew rosyjskiej misji w Jerozolimie.

## Historia
Kamień węgielny pod budowę soboru został położony 11 września 1860 natychmiast po zainaugurowaniu działalności rosyjskiej misji prawosławnej w Jerozolimie. Ceremonię przeprowadził jej pierwszy zwierzchnik Cyryl (Naumow) oraz metropolita patriarchatu jerozolimskiego Melecjusz. W pierwotnych planach patronem cerkwi miał być św. Aleksander Newski, patron Rusi oraz ówczesnego cara rosyjskiego Aleksandra II. Ostatecznie jednak postanowiono wyświęcić sobór na cześć Trójcy Świętej. Pół miliona rubli na budowę soboru przekazał sam car, zaś dalsze 600 tys. napłynęło drogą dobrowolnych składek w całym kraju.
Budowa soboru trwała trzy lata. 8 listopada 1863 został on poświęcony przez patriarchę Jerozolimy Cyryla II razem z przełożonym misji rosyjskiej archimandrytą Antonim (Kapustinem). W tym samym roku obok soboru wzniesiono dzwonnicę. Cerkiew była remontowana w latach 1895–1897, kiedy dokonano wymiany zniszczonych fresków i przemalowano na biało fasadę obiektu. Po powstaniu Rosyjskiego Kościoła Prawosławnego poza granicami Rosji cerkiew przeszła w jego jurysdykcję, w której znajdowała się do 1948.

## Architektura

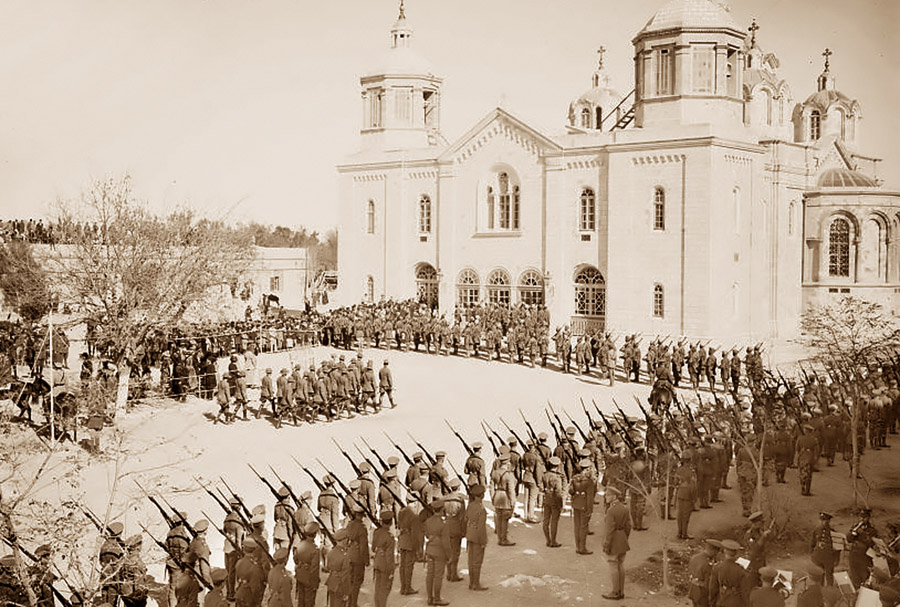
Sobór w 1917

Budynek został wzniesiony z białego piaskowca, z siedmioma zielonymi kopułami. Naśladuje w swojej architekturze najstarsze cerkwie Góry Athos; w celu jak najdokładniejszego odwzorowania ich wyglądu architekt podróżował w to miejsce. Budynek nie zachował jednak czystości stylu greckiego budownictwa Athosu: zawiera elementy architektury klasycystycznej, renesansowej i neobizantyjskiej. David Kroyanker porównywał go z soborem Zwiastowania na moskiewskim Kremlu. Sobór może jednorazowo pomieścić 1200 osób.
Wnętrze soboru naśladuje z kolei tradycje prawosławia rosyjskiego. Ikonostas autorstwa N. Leontiewa został wykonany w 1869 w Petersburgu. Fundatorem królewskich wrót był wielki książę Konstantyn Nikołajewicz. Wszystkie dzwony w soborze zostały przywiezione z Rosji.